# Bernard Laffaille
Pour les articles homonymes, voir Lafaille.
Bernard Laffaille, né le 2 avril 1900 à Reims (Marne) et décédé le 24 juin 1955 à Paris, est un ingénieur français.

## Biographie
Diplômé de l'école centrale Paris en 1923, il est l'inventeur de nouvelles techniques architecturales, des voiles minces aux solutions préfabriquées en béton et acier. Il obtint une renommée mondiale en développant de nouvelles formes constructives rendues possibles par les qualités de résistance propres aux voiles minces de béton armé et de métal.
Il exerça jusqu'à sa mort prématurée. René Sarger, qui quitte son agence en 1954, est considéré comme son successeur.

## Invention
Les architectes lui sont redevables du « V », structure autoportante en béton mince, utilisée comme élément de base de bâtiments divers.

## Réalisations

Église Notre-Dame de Royan.

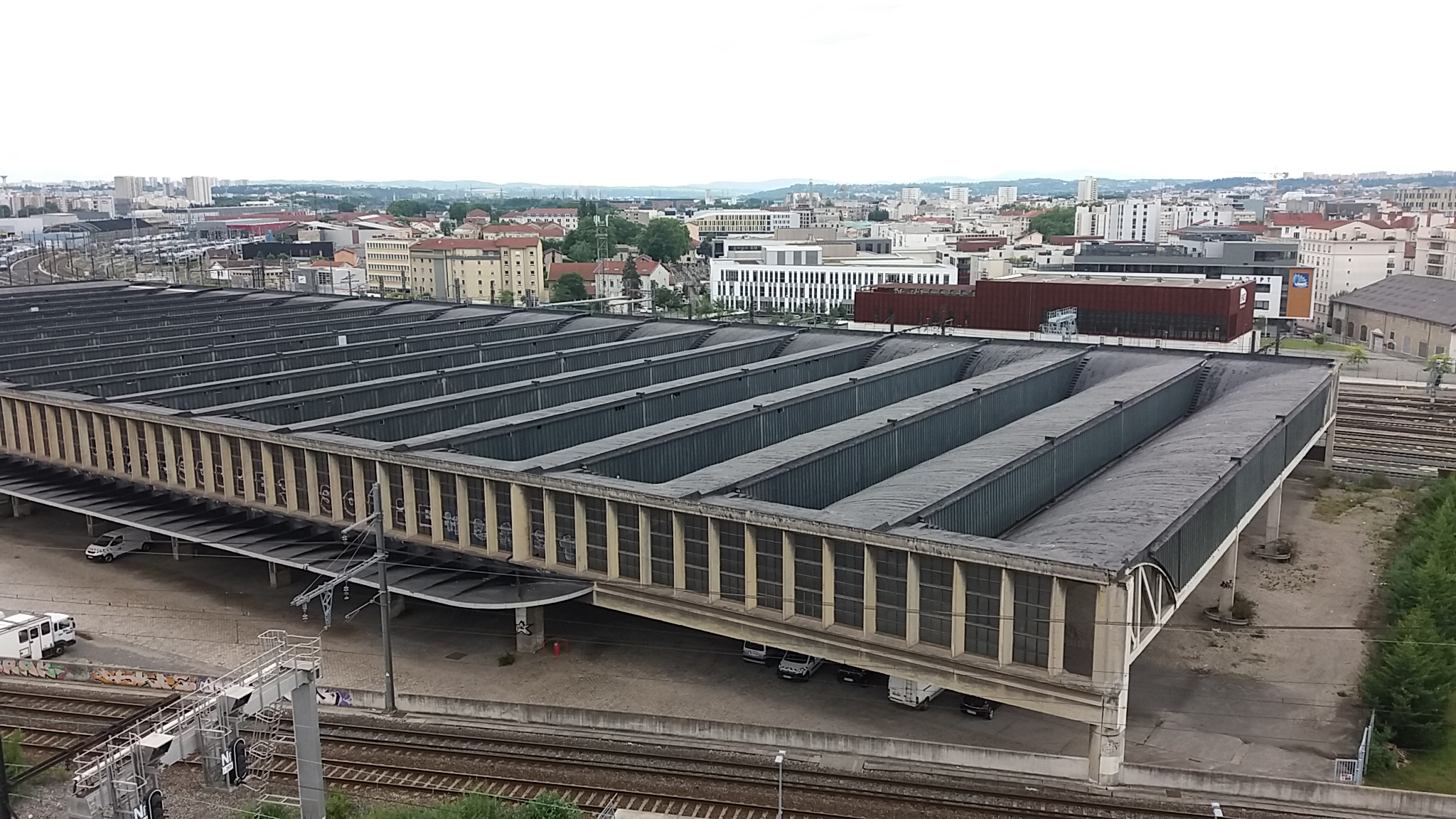
Exemple d'emploi du procédé Laffaille.

Les œuvres architecturales non limitatives ci-dessous doivent leur qualité esthétique à l'emploi des techniques développées par Laffaille :
- L'église Notre-Dame de Royan-1953/1958 (Guillaume Gillet, architecte)
- Le couvent des dominicains de Lille-1955,  1999,  Inscrit MH (2002)[4] (Pierre Pinsard, architecte)
- La rotonde du dépôt de Laon[5]  Inscrit MH (2015)
- La rotonde du dépôt d'Hirson
- La rotonde du dépôt de Longueau[6] Inscrit MH (2003)
- La rotonde du dépôt de Chalindrey
- La rotonde du dépôt de Villeneuve-Saint-Georges
- La rotonde du dépôt d'Avignon[7] Inscrit MH (1993) -1946
- Le pavillon de la France à la foire internationale de Zagreb 1936-1937 (Robert Camelot, architecte)
- La halle SNCF de "trafic accéléré" des marchandises, dite halle SERNAM de Pantin[8] 1946-1947
- La halle SERNAM Guillotière de Lyon 1946-1949[9]
- La cathédrale Saint-Charles-Borromée des Gonaïves (Haïti) 1952 (Louis Arretche, architecte)
- L'église Notre-Dame-de-France de Bizerte (Tunisie) (reconstruction d'après Guerre)
- L'église Notre-Dame-de-la-Paix de Villeparisis (Seine-et-Marne) [10] (Maurice Novarina, architecte)
- Un programme de 3 hangars d'aviation à Cazaux (Landes) 1935-1936
- Le marché couvert de Royan[11] (1954-1956) (Louis Simon et André Morisseau, architectes)
- Centre des Industries Mécaniques (Futur C.N.I.T.-La Défense-92)-1951
- Le Batiment d'Emetteur d'Europe 1 en Überherrn, Allemagne